# Грейторекс, Томас
Томас Грейторекс (5 октября 1758[…], Норф-Уингфилд, Дербишир — 18 июля 1831[…], Хэмптон, Большой Лондон) — английский композитор, астроном и математик. Он был органистом Вестминстерского аббатства, и был членом Королевского общества.

## Карьера
Грейторекс родился в Уингфилде недалеко от Честерфилда, Дербишир . В юности учился у Бенджамина Кука, который был органистом Вестминстерского аббатства, и был протежем графа Сэндвича . В течение четырёх лет он был органистом Карлайлского собора, позже уехал жить и работать в Италию, где стал другом Чарльза Эдварда Стюарта. Когда Карл умер в 1788 году, он оставил несколько своих музыкальных книг Томасу Грейторексу, который в том же году вернулся в Лондон.
Вскоре он стал очень востребован на должности учителя музыки и сменил Джоа Бейтса на посту дирижёра Концертов древней музыки . Он также руководил музыкальными фестивалями в Бирмингеме, Йорке и Дерби . В 1819 году он сменил Джорджа Эбенезера Уильямса на посту органиста Вестминстерского аббатства .
Его произведение как композитора включает гимн «Это день, который сотворил Господь» .

## Семья
Его отец, Энтони Грейторекс, был органистом церкви Святого Мартина в Лестере (ныне Лестерский собор) в 1765 году. Сестра Томаса Марта сменила своего отца на посту с 1772 по 1800 год. С 1771 года Энтони был органистом церкви Святого Модвена в Бертон-апон-Трент, и в этой роли его сменил Томас.
Томас Грейторекс женился и имел пятерых сыновей. Один из них, Генри Веллингтон Грейторекс, стал церковным органистом в Хартфорде, штат Коннектикут, США, и написал множество гимнов. Другой сын, Томас-младший, стал органистом группы Holy Trinity, Бертон-он-Трент .

## Рекомендации
1. 1 2 3 4  Thomas Greatorex // SNAC (англ.) — 2010.
2. 1 2 3 4  Thomas Greatorex // International Music Score Library Project — 2006.
3. 1 2 3 4  Grove Music Online (англ.) — OUP.
4. ↑  Hanover Square and neighbourhood Pages 314-326 Old and New London: Volume 4. Originally published by Cassell, Petter & Galpin, London, 1878. British History Online. Дата обращения: 19 июля 2020. Архивировано 19 сентября 2020 года.
5. ↑  Kroeger, Karl (Summer 2008). Leicester's Lady Organists, 1770–1800 (PDF). CHOMBEC News (5). Centre for the History of Music in Britain, the Empire and the Commonwealth: 9–10. Архивировано (PDF) 4 марта 2016. Дата обращения: 18 сентября 2023.
6. 1 2  British History Online Burton-upon-Trent: Established church. A History of the County of Staffordshire: Volume IX, Nigel J. Tringham (Editor) (2003). Дата обращения: 18 сентября 2023. Архивировано 24 августа 2014 года.